# Serra da Malcata
A Serra da Malcata é a uma das maiores elevações de Portugal Continental, com 1078 metros de altitude. Situa-se na região de transição da Beira Alta e da Beira Baixa, entre os concelhos do Sabugal e de Penamacor, integrando o sistema montanhoso luso-espanhol da Meseta.
Nela se situa a Reserva Natural da Serra da Malcata, criada em 1981 e tendo como principal vertente a salvaguarda do lince ibérico que ali vive e de todo o ecossistema a ele associado. Nasce nesta serra o rio Bazágueda, afluente do Erges.